# Magdeburgo
Magdeburgo ou Madeburgo (em alemão: Magdeburg) é uma cidade da Alemanha, capital do estado de Saxônia-Anhalt. Ela foi fundada em 805 por Carlos Magno.
Magdeburgo é uma cidade independente (kreisfreie Stadt) ou distrito urbano (Stadtkreis), ou seja, goza de estatuto de distrito (Kreis).

## Turismo

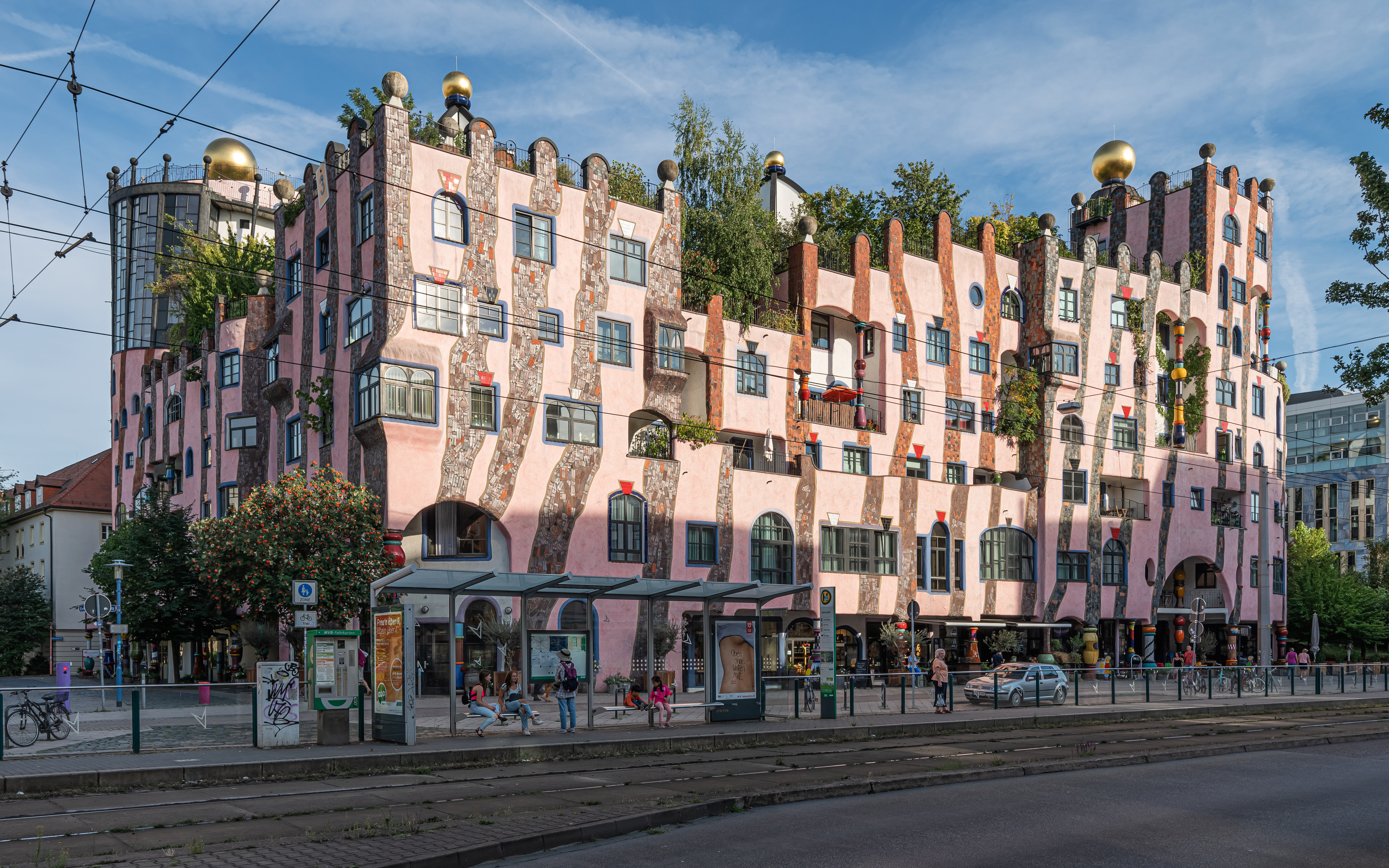
Casa de Hundertwasser, em Magdeburgo

- A cidade possui a catedral gótica mais antiga da Alemanha, situada na Praça da Catedral (Domplatz).
- Em 2004, foi inaugurada a Hundertwasserhaus (Casa de Hundertwasser, também chamada Cidadela Verde, devido a sua cobertura vegetal), desenhada pelo renomado arquiteto austríaco Friedensreich Hundertwasser. A obra custou cerca de 24 milhões de euros e foi o mais recente investimento turístico de alto valor da cidade.

## Pessoas
- Otto von Guericke (1602–1686), físico alemão.
- Georg Philipp Telemann (1681–1767), compositor.
- Friedrich Wilhelm von Steuben (1730–1794), um patriota americano.
- Georg Kaiser (1878–1945), escritor.
- Henning von Tresckow (1901–1944), Major General da Wehrmacht, ativo na resistência militar.
- Bruno Taut (1880–1938), arquiteto.
- Christiane Nüsslein-Volhard (nascido em 1942), bióloga, vencedora do Prêmio Albert Lasker na Pesquisa Médica Básica em 1991 e do Prêmio Nobel em Fisiologia ou Medicina em 1995.
- Tokio Hotel, banda de Rock alemã.
- Jessica Böhrs, atriz e cantora.
- Gustav Schäfer, baterista da banda Tokio Hotel.